# Público (diari espanyol)
|  | Aquest article tracta sobre el diari espanyol; per al diari portuguès, vegeu l'article Público (diari portuguès) |

Público és un diari digital espanyol. Pertanyent a Display Connectors i l'accionista majoritari és Toni Cases. Entre setembre de 2007 i febrer de 2012 va mantenir una edició paral·lela en paper, editada per Mediapubli (Mediapro).
El diari digital té la seu a Madrid i està format per una plantilla d'uns 35 treballadors, entre direcció, redacció i administració. Dirigit per Ana Pardo de Vera des de setembre de 2016, té com a subdirector el periodista Juan Carlos Escudier, com a redactor en cap Pedro González de la Calleja —abans, redactor en cap de la secció «Dinero»— i el periodista Pablo Oliveira y Silva com a cap de secció.

## Història

### Primera etapa
El diari Público va ser ideat per Jaume Roures, Tatxo Benet i Toni Cases a l'inici de 2007, amb l'objectiu d'introduir en el panorama de premsa espanyola un diari d'ideologia d'esquerres, progressista i jove. Per això es va constituir l'editora Mediapubli Sociedad de Publicaciones y Ediciones. Al capdavant del projecte es va situar el periodista i bloguer Ignacio Escolar, que va reclutar professionals d'altres mitjans espanyols per formar la primera plantilla de la publicació, en la redacció situada al carrer Caleruega de Madrid.
El diari i la seva pàgina web es van estructurar a través de diferents seccions com Opinió, Món, Política, Actualitat, Diners, Ciències, Cultures, Esports i Televisió-Gent. La publicació no constava d'articles editorials, encara que sí de nombrosos columnistes i, des d'un primer moment, va rebutjar publicar anuncis de prostitució. El diari en paper i la seva edició digital van veure la llum per primera vegada el 26 de setembre de 2007 i va publicar el seu últim número en paper el 24 de febrer de 2012. La pàgina web d'informació general ha continuat el seu camí des de llavors com un mitjà independent a Internet.
El seu primer director va ser Ignacio Escolar, que va romandre al diari des de la seva creació el 2007 fins al 13 de gener de 2009, i va ser succeït per Félix Monteira, que va ocupar el càrrec fins al 4 de març de 2010, quan va accedir a la secretaria d'Estat de Comunicació. Des de llavors fins al tancament de l'edició en paper, el 24 de febrer de 2012, el diari estava dirigit per Jesús Maraña i tot seguit, en la seva etapa purament digital, el seu primer director va ser Carlos Enrique Bayo. El seguí Ana Pardo de Vera des de setembre de 2016, a qui succeí Virginia Pérez Alonso des de desembre de 2019.
Tot i que el preu de venda inicial del diari va ser de només 50 cèntims d'euro, el preu va passar a ser d'1 € de dilluns a dijous; de 2 € els divendres i dissabtes; i de 2,5 € els diumenges. Segons dades certificats per l'OJD i referides al període de juliol de 2010 a juny de 2011, la mitjana de tiratge de Público va ser de 129.679 exemplars i la mitjana de difusió de 87.983. L'accés al lloc web sempre ha estat gratuït, i va aconseguir una difusió més gran que l'edició en paper.

### Primers columnistes
La secció d'Opinió va comptar amb columnistes provinents tant del periodisme, com és el cas de Manuel Saco o Enrique Meneses, del món de la cultura, com Espido Freire, Camilo José Cela Conde, El Gran Wyoming, Luis García Montero, Alberto Olmos, Juan Luis Cano, Tonino, Nativel Preciado, Isaac Rosa o Berto Romero, així com de l'àmbit científic i universitari com Joan Subirats i Vicenç Navarro. També van col·laborar com a columnistes el periodista Javier Ortiz (mort a l'abril de 2009), el també mort José Antonio Labordeta o els escriptors Martín Casariego i Rafael Reig. Reig va ser el primer redactor en cap de la secció d'Opinió, anomenada llavors de "Participació", i posteriorment columnista diari fins a finals d'octubre de 2009, quan va ser retirat de la secció.
Amb el diari han col·laborat dibuixants com Mauro Entrialgo, Santi Orúe, Manel Fontdevila, Bernardo Vergara, Alfons López i Pepe Medina, si bé només els tres últims van romandre a la plantilla fins al tancament de l'edició en paper; els quatre primers són col·laboradors també de la revista d'humor El Jueves. Alfons López es manté encara com a dibuixant de còmics del diari digital.

### Tancament de l'edició impresa
Des del seu llançament el 2007, l'empresa va realitzar alguns plans d'ajust de plantilla i retallada de despeses fins a arribar a un expedient de regulació d'ocupació (ERO) el setembre de 2011, pel qual va haver-hi una trentena de baixes incentivades, a més d'una rebaixa de sou per als treballadors amb els salaris més elevats. El desembre de 2011 la direcció del diari va rebre un informe d'Itasu Business Consultants que sostenia el seu tancament. Público va tancar l'exercici de 2011 amb unes pèrdues de 3 milions d'euros, i va ser l'únic diari espanyol que durant quatre exercicis consecutius havia reduït pèrdues. El 3 de gener de 2012 l'empresa va declarar un concurs voluntari de creditors per buscar un nou soci inversor que, com que no es va trobar, va provocar el tancament de l'edició impresa i l'aplicació d'un nou ERO, que va suposar l'acomiadament de més d'un centenar de treballadors. Així, el 24 de febrer de 2012, Público va deixar de publicar l'edició en paper, mentre el seu lloc web va continuar en actiu sota la coordinació del cap de secció d'Internet, Pablo Oliveira y Silva, a l'espera de la resolució concursal.
Amb l'objectiu de donar una resposta als creditors de la companyia, l'administració concursal va posar en marxa una subhasta per la capçalera de Público que es va resoldre el 22 de maig de 2012 amb l'adjudicació de Público.es a Display Connectors, que va reorganitzar la estructura de la plantilla i va reforçar editorialment el lloc web amb nous col·laboradors i periodistes. Es va constituir una nova directiva el juny i una nova redacció al carrer Gran Vía de Madrid al setembre.

### Nova oferta informativa
Entre les noves ofertes informatives de Público.es, des de desembre de 2013 el programa de televisió La Tuerka es va incorporar als continguts informatius de Público, amb un programa diari que s'emet en directe a través d'internet, totes les nits de dilluns a dijous, dirigit i presentat per Pablo Iglesias. El setembre de 2014 la programació de La Tuerka va tornar multiplicada en diversos programes. Al conegut programa de tertúlia política, que va passar a denominar-se En Clave Tuerka i a presentar-se sol per Juan Carlos Monedero, se li van sumar tres nous programes: Otra vuelta de Tuerka, presentat per Pablo Iglesias; La Tuerka Distrito Federal, amb Tania Sánchez i Noelia Vera; i La Tuerka News, amb Facu Díaz, Héctor Juanatey i Miguel Maldonado, posteriorment. Tots els programes s'emeten a través de Público TV, el canal de televisió a internet de Público.
També es va posar en marxa un fòrum de debats amb la intenció d'impulsar l'acció i el pensament crítics, anomenat Espacio Público. A més, Público acull en les seves pàgines els continguts digitals en obert de la revista Panenka, i es va incorporar també a la seva oferta d'informació els continguts seleccionats del diari Andalucesdiario.es, centrat en informació sobre Andalusia. Alhora, Público va estrenar una nova secció de videojocs, sumant-hi els continguts de Gamereactor.

### Nous blogs i columnes d'opinió
Des de l'inici de 2013, el diari va incorporar nous columnistes, des de Juan Carlos Monedero fins a Alberto Garzón, passant per Esther Vivas, Luis García Montero i Moncho Alpuente. Els seus blogs s'han enriquit amb el del col·lectiu EconoNuestra, que reuneix un elenc d'economistes d'esquerres; amb Eureka!, on es presenten les novetats d'inventors, innovadors i investigadors espanyols; amb un major impuls al blog Memoria Pública, en defensa de la memòria històrica, i amb la recuperació de l'espai Femenino Plural, en defensa dels drets de la dona.
A la nova marxa del lloc web es va prendre la decisió de reestructurar la plantilla habitual de col·laboradors, columnistes i blocaires. Es van incorporar com a col·laboradors habituals Alejandro Torrús, Patricia Campelo, David Bollero (col·laborador des de 2009 i corresponsal a Londres després de la sortida d'Íñigo Sáenz de Ugarte), Alfredo Varona, Eugenio García Gascón, Antonio Avendaño, Begoña Piña, María José Arias, Fernando Ravsberg, Juan Antonio Blay, Aitor Lagunas i Ana Delicado, entre d'altres.
Pel que fa a columnistes i bloguers, la llista de noms es va completar amb Vicenç Navarro, Arturo Fernández, Juan Torres i Alberto Sicilia. A més, també compta amb Luis Matías López, Aníbal Malvar, Shangay Lily, David Torres, Nazanín Armanian, Félix Población, Juan José Téllez, Jaume Grau, Víctor J. Hernández, Pablo Iglesias, Xabel Vegas, Jordi Calvo, Bonifacio Cañibano, Jesús Moreno, Antonio Albiñana i Carlos Torres, entre d'altres. Alfons López continua com a dibuixant.

## Directors
- Ignacio Escolar (fundació – 13 de gener del 2009)[11]
- Félix Monteira (13 de gener del 2009 – 4 de març de 2010)[2]
- Jesús Maraña (5 de març de 2010 – 2012)
- Carlos Enrique Bayo (juny de 2012 – setembre de 2016)
- Ana Pardo de Vera (setembre de 2016 – actualitat)

## Premis i reconeixements
Els anys 2008 i 2009 el diari va obtenir el Premi Bones práctiques en Comunicació No Sexista que atorga l'Associació de Dones Periodistes de Catalunya. L'octubre de 2014 Público va rebre el premi Enfocados en la categoria de mitjans de comunicació, atorgat a periodistes i programes que realitzen una cobertura adequada en relació amb la comunicació per al canvi social, els drets humans i els ideals de justícia social, de gènere i ambiental. El maig de 2013 Público va rebre el premi MetaComunicación al millor diari digital, guardó que concedeix la Facultat de Ciències de la Informació de la Universitat Complutense de Madrid, a través dels vots que realitzen els mateixos estudiants del centre.

## Projectes d'experiodistes dePúblico
Després del tancament de l'edició en paper de Público el 2012, alguns periodistes van fundar nous mitjans de comunicació, com:
- eldiario.es: el periodista i director fundador de Público, Ignacio Escolar, juntament amb alguns redactors del diari, van posar en marxa el setembre de 2012 un nou mitjà digital d'informació i anàlisi amb el focus posat en la política i en l'economia. Editat per Diario de Prensa Digital, més del 50% d'aquesta empresa està en mans de persones que treballen en la redacció.
- Mongolia: és una revista satírica publicada a Espanya en format de paper, autodefinida com «revista satírica sin mensaje alguno». El seu llançament es va produir el 23 de març de 2012.
- Materia: aprofitant la popularitat i prestigi de la secció de Ciències, sis dels seus redactors, dirigits per Patricia Fernández de Lis,[16] van llançar el juliol de 2012 un nou web de notícies de ciència, medi ambient, salut i tecnologia. Els seus continguts es podien republicar de franc per qualsevol mitjà d'Espanya, Amèrica Llatina i els EUA, sota una llicència Creative Commons. L'octubre de 2014 va segellar un acord per associar-se amb el diari El País perquè Materia fos la secció de ciència de la publicació.
- La Marea: en la subhasta que es va celebrar el maig de 2012 per a l'adjudicació de la capçalera de Público també va participar una associació d'alguns extreballadors i lectors del diari amb la intenció d'adquirir el rotatiu. En no aconseguir la capçalera, aquesta associació va decidir formar una cooperativa, formalment constituïda el 8 de juliol, sota el nom de Más Público, que edita una revista mensual en paper, a més de comptar amb una edició digital.[17] A partir de desembre de 2012, aquest diari passa a anomenar-se La Marea i el primer número en paper es va publicar 21 de desembre de 2012.[18]
- InfoLibre: l'últim director de l'edició en paper, Jesús Maraña, juntament amb el llavors subdirector, Manolo Rico, i el redactor en cap de la secció de Política, Juan Carlos Ortiz, van posar en marxa el març de 2013 el diari infoLibre.
- Líbero: revista sobre futbol nascuda el juny de 2012. La van impulsar Óscar Abou-Kassem, cap d'Internacional de Público quan va tancar, i Dieho Barcala, redactor de la secció d'Actualitat del diari.[19]
- El Mono Político: blog d'informació i anàlisi polítiques impulsat per Marco Schwartz, cap d'Opinió de Público fins al seu tancament, que també incloïa diversos articulistes procedents del diari.[20] Els seus referents eren blogs estatunidencs com Crooks and Liars i Daily Kos, així com l'històric diari satíric Die Fackel de Karl Kraus.[20]
- Alternativas Económicas: revista d'informació econòmica. Entre els promotors, hi ha Pere Rusiñol, adjunt a la direcció de Público.